# セミョーン・ブジョーンヌイ
セミョーン・ミハーイロヴィチ・ブジョーンヌイ(セミョン・ブジョンヌイ、セミョーン・ブジョーヌィイ；ロシア語: Семён Михайлович Будённый スィミョーン・ミハーイラヴィチュ・ブジョーンヌイ、1883年4月25日(ユリウス暦4月13日) – 1973年10月26日)は、ロシア帝国・ソ連の軍人である。ロシア内戦における赤軍の英雄、第1騎兵軍指揮官、ソ連邦元帥の最初の1人で、3度ソ連邦英雄の称号を受けた。

## 概要

### 青年時代
セミョーン・ブジョーンヌイは、ロシア帝国時代の1883年春、現在のロシア連邦ロストーフ州プロレタールスク地区に当たるコズューリン村の貧しい農家に生まれた。テレク・コサックの居住地域であったこの村で、ブジョーンヌイは1903年まで農場で働いた。
この年、ブジョーンヌイは軍務に就いたが、デンマーク王クリスチャン9世のプリモールスキイ竜騎兵連隊において、ごくありきたりな軍隊生活を過ごした。1904年から1905年にかけての日露戦争に、第26ドン・コサック連隊の一員として参加した。この時期に、カール・グスタフ・エミール・マンネルヘイムと出会った。

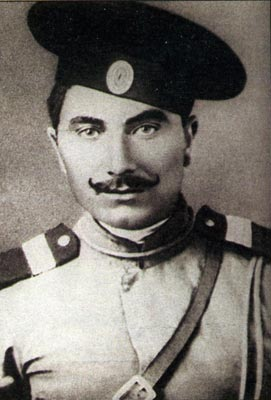
第一次世界大戦時のブジョーンヌイ

1907年には、連隊一優れた騎手としてペテルブルクへ戻り、最高騎兵将校学校の低階級向けの1年コースへ入学し、1908年に卒業した。その後、1914年までプリモールスキイ竜騎兵連隊での勤務を続けた。第一次世界大戦には上級下士官として参加した。配属先はドイツ・オーストリア・カフカース方面での戦闘に従事した第18北面竜騎兵連隊で、勇敢な行動により4つの聖ゲオールギイ十字勲章と4つのメダルを授与された。

### ロシア革命
1917年初めには二月革命が起こったが、この際ブジョーンヌイは前線部隊の多くの兵士と同様ボリシェヴィキのソヴィエト政府を支持した。カフカース方面のソヴィエト派兵士を統率したブジョーンヌイは、この年の夏にはカフカース師団とともにミンスクに移動した。彼は、そこで連隊委員会代表ならび師団委員会代表代理に選出された。8月には、オールシャにおいてコルニーロフ軍の輸送列車の武装解除の指揮を執った。
十月革命ののち、ドン地方のプラトーフスクのコサック陣営に戻った。ブジョーンヌイは、そこでサーリスキイ管区ソヴィエトの執行委員会のメンバーとなり、土地局の管区主任に任命された。

### ロシア内戦
1918年2月には、ブジョーンヌイは革命騎兵隊を組織、ドン地方の白衛軍(白軍)に対する行動を開始した。部隊は次第に規模を増し、連隊、旅団、そして騎兵兵団にまで発展した。ブジョーンヌイの騎馬兵団は、1918年から1919年初にかけてツァリーツィン（現在のヴォルゴグラート）で大きな業績を上げた。1919年、ブジョーンヌイはロシア共産党（ボリシェヴィキ）の党員になった。
7月下旬、誕生間もない赤軍はブジョーンヌイの指揮のもと最初の大規模騎兵部隊群を編成した。これは、のちに「ブジョーンヌイの騎兵軍団」と呼ばれ、敵方に最も恐れられる赤軍部隊のひとつに数えられるようになった。8月には、白軍の根拠となっていたドン川上流域においてピョートル・ヴラーンゲリ将軍指揮下のカフカース軍を撃破するという重要な役割を果たした。また、ヴォロネジ＝カストールノエ作戦においては、第8軍の師団と共同でコンスタンチン・モーメントフ将軍とアンドレイ・シュクロー指揮下のクバン・コサック軍団を下した。部隊の一部はヴォロネジを奪回し、モスクワ方面と赤軍前線部隊との間に生じていた断絶を修復した。ブジョーンヌイの騎兵軍団はヴォロネジとカストールノエにおける戦闘でデニーキン軍に勝利を収め、ドン流域から敵軍を一掃した。
1919年11月19日には、共和国革命軍事会議の決定により南部戦線の指揮をとることとなった。この決定により、騎兵兵団は第1騎兵軍に昇格した。そして、その指揮官にはブジョーンヌイが就任した。彼は、1923年10月までこの軍で指揮をとり、北タヴリヤとクリミア半島におけるロシア内戦における白軍との戦闘で重要な役割を果たした。しかし、ポーランドとの戦争におけるワルシャワの戦いでは、西欧式の近代的なポーランド軍に対し大敗北を喫した。それ以降、騎兵部隊が大規模戦で重要な役割を与えられることはなくなった。
ブジョーンヌイ指揮下の騎兵軍が参加した南部戦線最後の重要作戦は、1920年11月に行われたペレコープ＝チョンガール作戦であった。決戦となったこの戦いにおいて、第1騎兵軍の主要部隊はペレコープ地峡を渡ってロシア軍の根拠地であるクリミアへ進撃しこれを撃退、赤軍は内戦における最終的な勝利を手にした。

### 戦間期

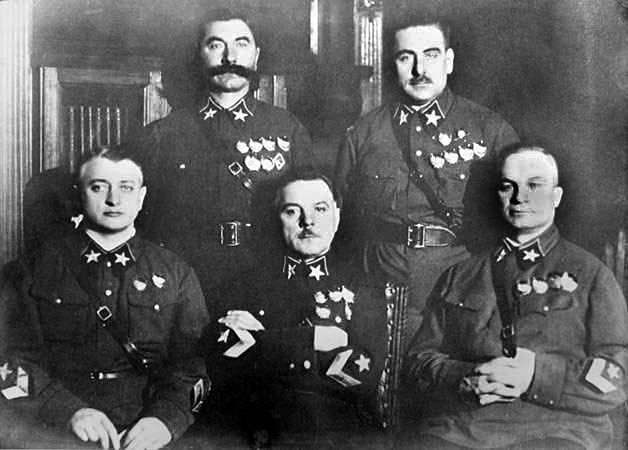
最初のソ連邦元帥の5人(1935年、後列トレードマークの髭を生やした人物がブジョーンヌイ)

1921年から1923年にかけて、ブジョーンヌイは革命軍事会議に参加した。その後、北カフカース軍管区副司令官に就任した。そして、養馬場の組織と運営に大きな貢献をし、その努力はブジョーノフスカヤ種とテールスカヤ種という新しい品種に結実した。
1923年には、ブジョーンヌイは赤軍騎兵隊およびソ連革命軍事会議の副議長となった。1924年から1937年にかけては、労農赤軍騎兵部隊の監督官を務めた。また、1932年にはM.V.フルンゼ名称軍事アカデミーを卒業した。1934年から1939年の間、ソ連共産党中央委員候補となった。
1935年9月22日、「労農赤軍の指揮官及び指導者としての職務遂行に対する地位」がブジョーンヌイの軍隊称号に与えられた。1935年11月には、中央執行委員会と人民委員会議は最も偉大なソヴィエトの司令官の称号となる「ソ連邦元帥」を制定した。ブジョーンヌイは、最初にこの称号を授けられた5人のうちの1人となった。またこの後始まる大粛清でこの元帥5人のうち3人が命を落としているが、ブジョーンヌイは生き延びている。
第二次世界大戦直前の1937年から1939年にかけて、ソ連邦元帥S・M・ブジョーンヌイはモスクワ軍管区の司令官を務めた。1939年からは、国防人民委員代理および同人民委員部軍事会議議員となった。また、この年から1952年までの間、ソ連共産党中央委員会委員の任を務めた。1940年8月には、ソ連国防人民委員第一代理となった。

### 大祖国戦争

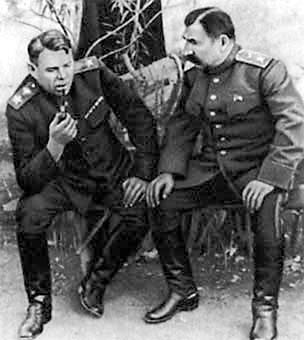
1943年、アレクサンドル・ヴァシレフスキーと話すブジョーンヌイ(右)

ロシア内戦後、ソ連軍建設問題とその技術的再建問題の決定において、ブジョーンヌイはその経験から将来の戦争における騎兵隊の効果を過大視した。そして、その一方で機械化部隊の効果を過小評価し、戦車部隊との連携を承認しなかった。
大祖国戦争において、ブジョーンヌイは軍総司令部の一員としてモスクワの戦いに参加した。1941年6月には軍総司令部予備軍の指揮をとり、7月から9月にかけては南西方面軍の指揮をとった。ウーマニの戦いやキエフの戦いにおいては、彼の部隊は敵の包囲を受けた。
その後、9月から10月にかけては予備戦線、1942年4月から5月にかけては北カフカース方面軍、5月から8月にかけては北カフカース戦線の指揮官を務めた。しかしながら、騎馬に固執するばかりに時代から取り残されてしまった彼は、近代戦争における指揮官としての無能さを露呈するばかりであった。

### 戦後

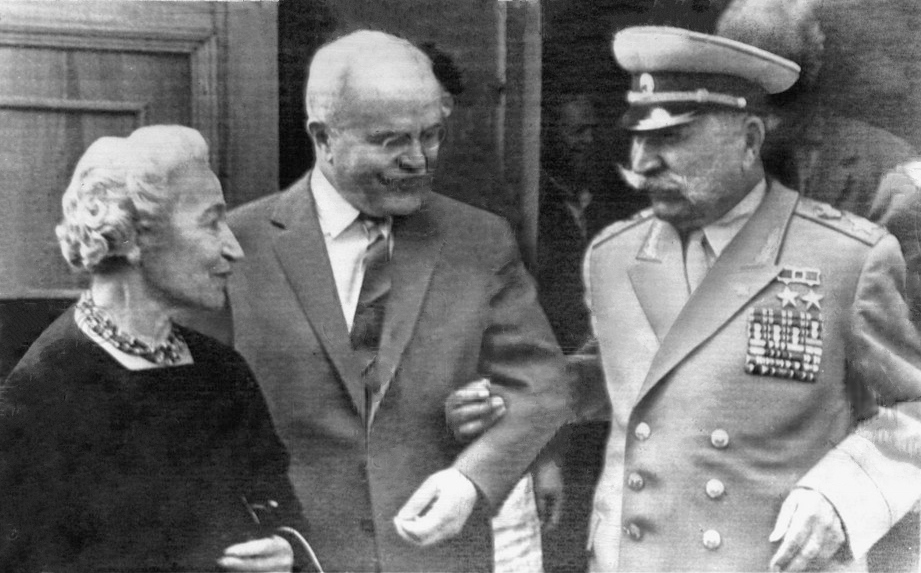
モロトフ夫妻と（1966年）

1943年1月からは、赤軍騎兵隊の指揮をとった。また、これと同時に1947年から1953年にかけては、養馬部門における村経営人民委員次官を務めた。1953年5月から1954年9月にかけては、騎兵隊の監督官を務めた。1954年には、ソ連国防省主任監察官の1人となった。1952年から1973年の間、ソ連共産党中央委員候補となった。
最高会議の指令により、1958年2月1日と1963年4月24日、1968年2月22日の3回にわたり、ソ連邦英雄の名誉称号を受けた。

### その他の職歴
全ロシア中央執行委員会とソ連中央執行委員会のメンバーの任を務めた。第1期から第8期にかけて最高会議議員を務めた。また、1938年からはソ連最高会議幹部会のメンバーとなった。DOSAAF中央委員会の幹部会のメンバーも務めた。

### 最期
ブジョーンヌイは、1973年10月26日、脳内出血のため90歳にしてこの世を去った。赤の広場に葬られ、クレムリン墓地には彼の記念碑が飾られている。（後に隣にコンスタンティン・チェルネンコが埋葬された）
その他、ブロンズ像と記念碑がロストーフ＝ナ＝ドヌーに立てられている。そこには、元はタガンロークスキイ大通りと言ったが、伝説的な司令官の功績を賞賛し、その名を冠した大通りがある。また、ドネーツクの市役所前にも記念碑がある。
1920年からプリクームスクと称していたスターヴロポリ地方都市スヴャトーイ・クレーストは、1935年にブジョーノフスクと改称されている。

### 表彰
ブジョーンヌイは、7度のレーニン勲章を受けている。
1. 1935年2月23日、第881号
2. 1939年11月17日、第2376号
3. 1943年4月24日、第13136号
4. 1945年2月21日、第24441号
5. 1953年4月24日、第257292号
6. 1958年2月1日、第348750号
7. 1958年4月24日、第371649号

また、赤旗勲章は6度受けている。
1. 第4150号
2. 第390/2号
3. 第100/3号
4. 第42/4号
5. 第2/5号
6. 第299579号

この他、以下のような表彰を受けた。
- 1等スヴォーロフ勲章、第123号
- 外国の各種メダル・勲章
- 3度の革命名誉武具
- セールプホフ名誉市民

## 諸情報

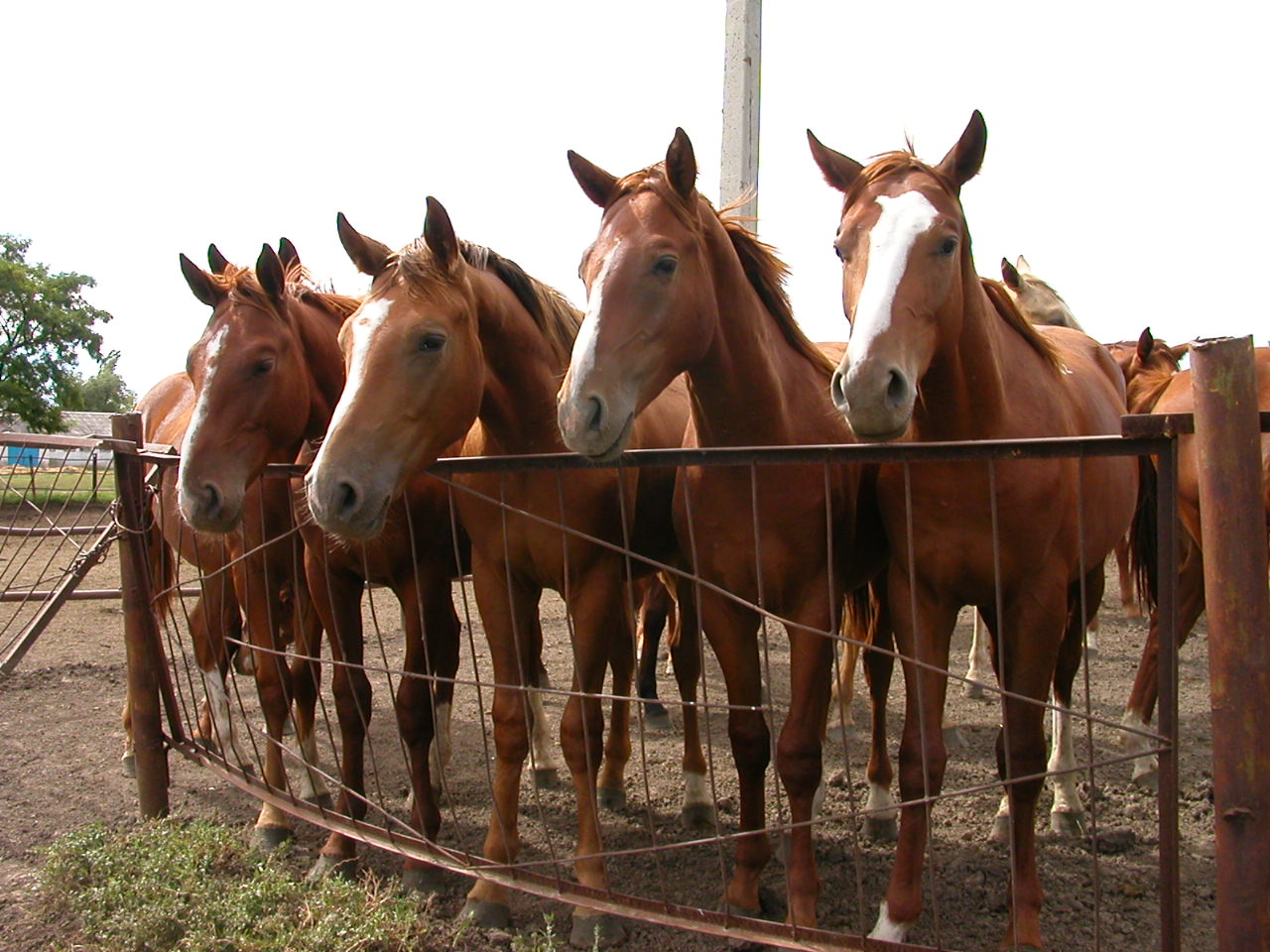
ブジョーノフスカヤ

- ブジョーンヌイの名は「ブジョーノフスカヤ」(«Будённовская»)という馬の品種名になっている。なお、「ブジョーノフスカヤ」は女性形の形容詞であるが、これはロシア語で「馬」という単語が女性名詞であることに起因する。意味は、その名も「ブジョーンヌイの馬」ということになる。
- 大祖国戦争初期まで労農赤軍兵士の用いた頂部の尖った帽子は制式には「赤軍兜」と呼ばれたが、一般に「ブジョーノフカ（しばしばブジョーンヌイ帽と和訳される）」と渾名された。これはルーシの戦士（ボガトィーリ）の被った鉄兜に範をとったスタイルの帽子で、一説には一次大戦時には「ボガトィールキ」と呼ばれたと言われる。しかし、これが採用されたのはロシア内戦が始まってからで、内戦で大活躍した英雄の名に因んで呼ばれるようになった。
- ブジョーンヌイは、生涯3度の結婚をした。最初の妻と2番目の妻は身分の高い女性であったが、ブジョーンヌイと彼女らとの関係はうまくいかなかった。それは、妻たちの齎した浮気と気ままな酒浸りの生活のためであった。
最初の妻ナジェージュダ・イヴァーノヴナは、彼女が19歳のときブジョーンヌイと結婚した。そして、公式記録によれば1924年に事故死した。しかし、広く一般に言われている噂によれば、夫が嫉妬から妻を射殺したものとされている。実際、妻の死因は銃創であった。まして、この「事故」の2日後に彼は再婚しているのである[1]。2番目の妻オーリガ・ステファーノヴナ・ブジョーンナヤ＝ミハーイロヴナは当時まだ19歳で、夫よりも20歳若いオペラ歌手であった。ブジョーンヌイは、彼女をキスロヴォーツクの舞台で見初めた。そして、結婚後、彼女もまた最初の妻のような荒れた人生を導いた。彼女の周りには、常に無数のロマンスが取り巻いていた。また、外国の大使館からの訪問客も絶えなかった。それはまた、不用意に内務人民委員部(NKVD)の注目を引くこととなった。1937年、彼女は逮捕されスパイとして告発された。取調べでは明らかに拷問が行われ、彼女は夫に関する無数の告発を行った。当初、彼女はラーゲリ送りが宣告されていたが、その後流刑となり1956年まで解放されなかった。この間、ブジョーンヌイは彼女の運命を軽くするための努力を一度もしなかった。彼は、不当に有罪にされた自分の養馬場長たちについては何度もヨシフ・スターリンの前で弁護していたのにもかかわらずである。妻を弁護する代わりに、ブジョーンヌイのしたことは3度目の結婚であった。とはいえ、2番目の妻が釈放されてモスクワへ戻ってきてからは、彼はその生活を支え、彼女も何度も彼の新しい家族のもとへお客に訪れている[2]。3番目の妻となったマリーヤ・ヴァシーリエヴナについては、大きな家でよく家事をこなす小柄の女性で、それまでの2人の妻と違いとても評判がよかった。

## 著作
- Основы тактики конных соединений. М., 1938. 41 с.; （ロシア語）
- Первая конная на Дону. Ростов н/Д, 1969. 168 с.; （ロシア語）
- Пройденный путь. М., 1959—1973. Кн. 1—3; （ロシア語）
- Встречи с Ильичём. 2-е изд. М., 1972. 286 с. （ロシア語）